# Боркюло
Боркюло (нід. Borculo) — місто в нідерландській провінції Гелдерланд. Входить до муніципалітету Беркелланд. Міські права отримало 1375 року.
Мало статус окремого муніципалітету до початку 2005 року, коли разом із сусідніми муніципалітетами Неде, Ейберген та Рюрло утворило муніципалітет Беркелланд.

## Галерея

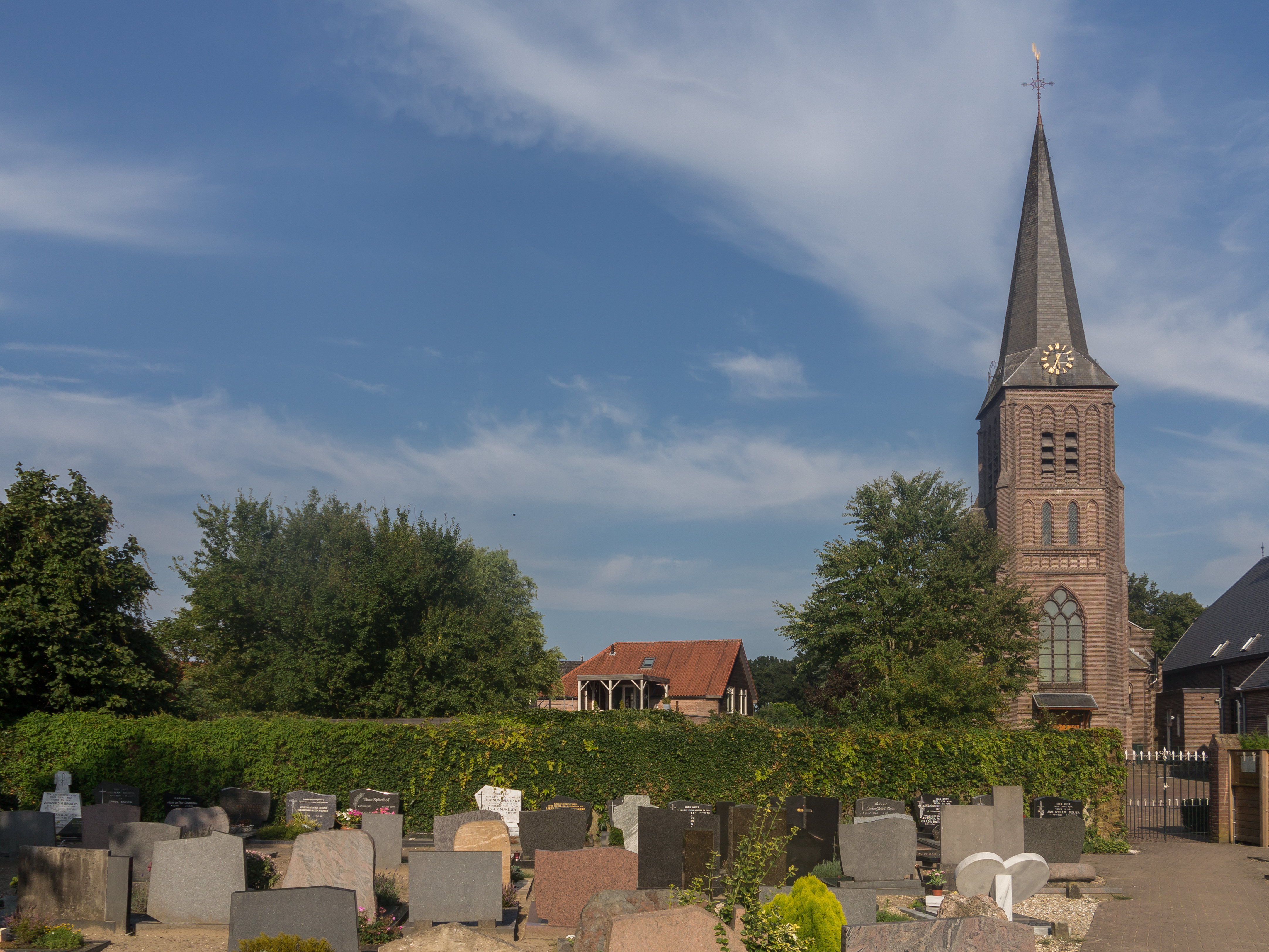
Церква
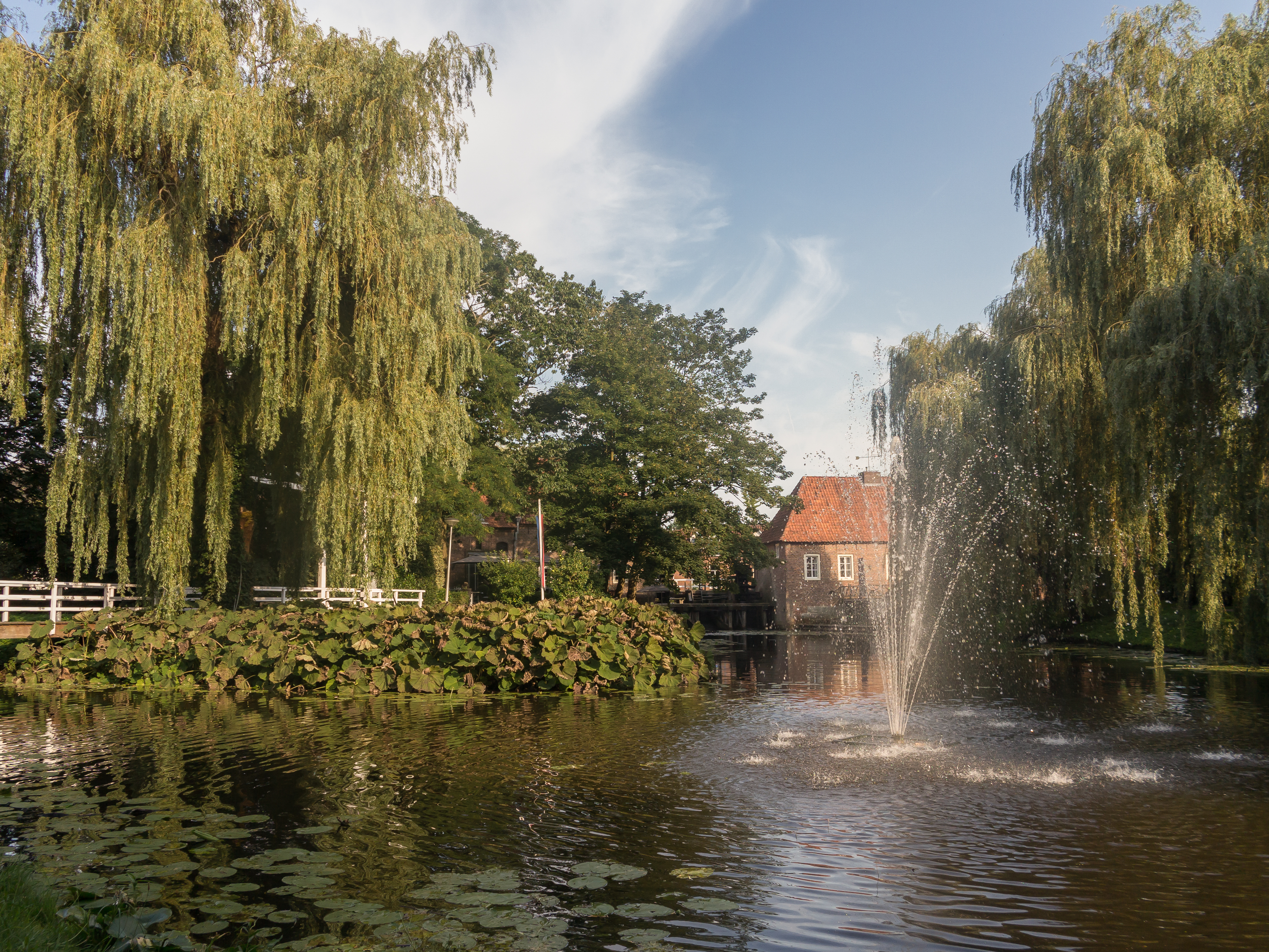
Фонтан
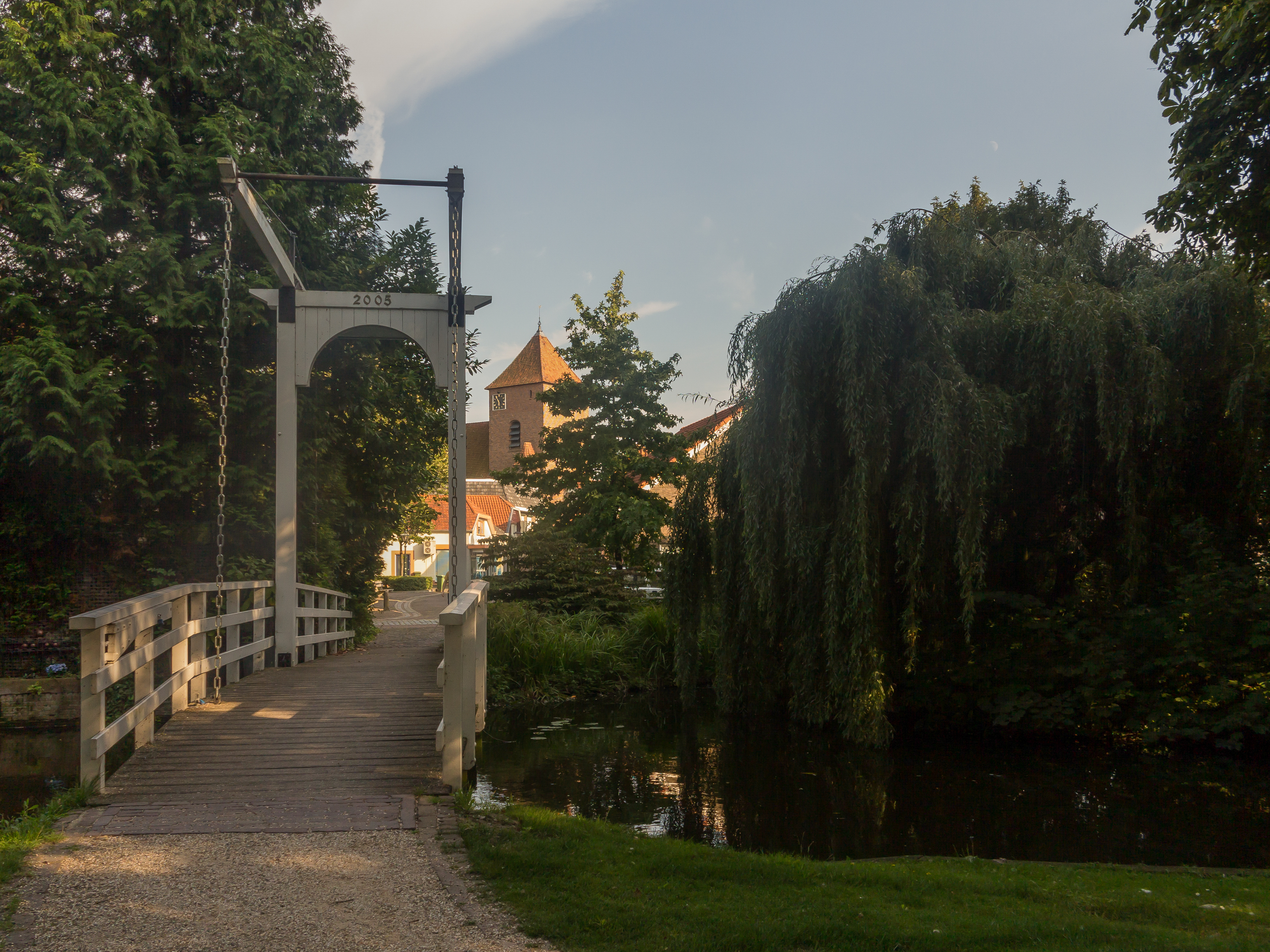
Пішохідний міст